# Amiota todai
Amiota todai är en tvåvingeart som beskrevs av Vasily S. Sidorenko 1989. Amiota todai ingår i släktet Amiota och familjen daggflugor. Inga underarter finns listade i Catalogue of Life.